# Voiture standard européenne
 (janvier 2023).
Si vous disposez d'ouvrages ou d'articles de référence ou si vous connaissez des sites web de qualité traitant du thème abordé ici, merci de compléter l'article en donnant les références utiles à sa vérifiabilité et en les liant à la section « Notes et références ».

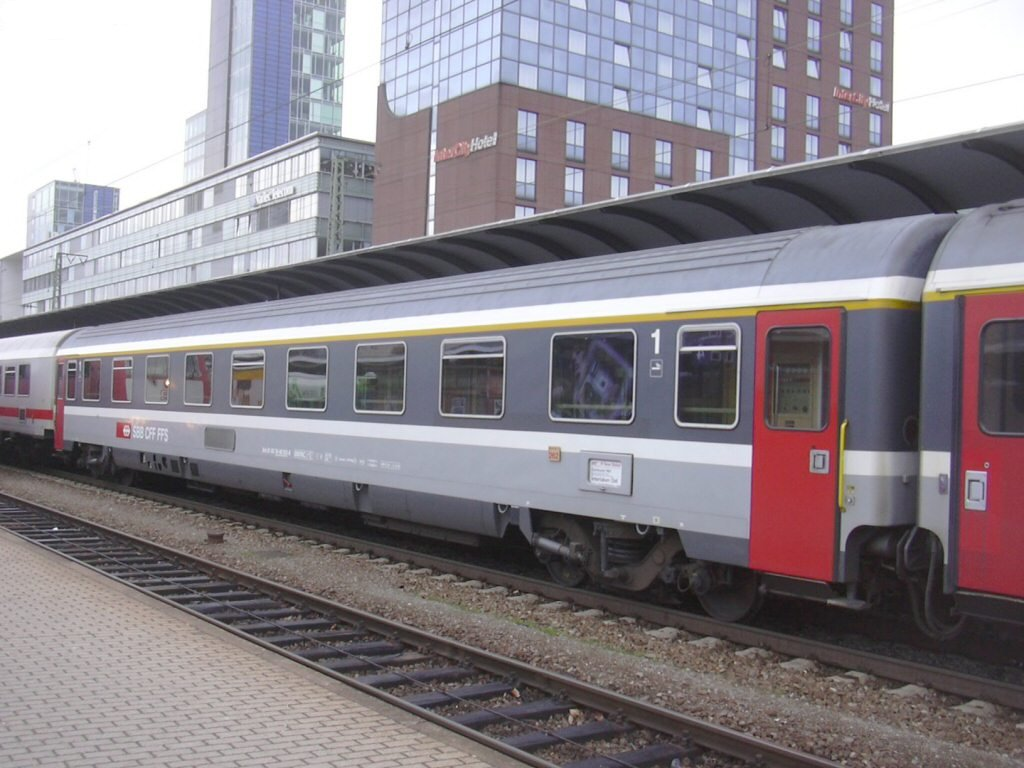
Une voiture Eurofima des CFF.

La Voiture standard européenne (VSE) ou voiture Eurofima est une voiture de chemin de fer destinée aux liaisons internationales. Elle a été commandée en 1973 par la Société européenne pour le financement de matériel ferroviaire (Eurofima).

## Caractéristiques
La production globale a été de dix prototypes, suivis de cinq cents voitures commandées en 1973 et livrées en 1977 aux réseaux suivants :
- allemand Deutsche Bundesbahn (DB) : 100 Avmz207 de première classe,
- italien Ferrovie dello Stato (FS) : 30 Az et 70 Bz,
- autrichien ÖBB : 25 Amoz et 75 Bmoz,
- français SNCF : 100 A9u, certaines d'entre elles ont été revendues à l'ONCF (avec modification de l'alimentation électrique),
- belge SNCB : 20 A9 et 60 B11 (voitures I6),
- suisse CFF : 20 Am 61 85 19-90.

Les voitures Eurofima sont destinées aux trajets longue distance et internationaux. Elles devaient remplacer les anciennes voitures UIC-X dans les trains internationaux d'affaire.
Chaque voiture a une capacité d'accueil de 54 places assises en première classe, réparties en 9 compartiments, et 66 places dans les voitures de seconde classe, réparties dans 11 compartiments, plus 18 places sur des strapontins dans le couloir. Pour la fabrication de ces voitures, on a utilisé pour la première fois le concept de caisse avec des profilés d'acier et de la tôle avec des compléments en résine ; ce concept a été repris ensuite sur les voitures de type UIC-Z1.
Une nouveauté sur ces voitures concerne les portes affleurant au nu extérieur de la caisse, qui garantissent un plus grand silence d'écoulement en évitant les remous classiques au niveau des niches de porte.
Toutes les voitures disposaient de la climatisation et disposaient des bogies conçus et produits par Fiat Ferroviaria, bien que le premier prototype construit en Italie ait disposé de bogies construits par Breda. La fabrication des caisses a été répartie entre un constructeur autrichien (voitures de première classe) et Fiat Ferroviaria (voitures de seconde classe, dans l'usine de Savillan au sud de Turin).
Malgré tous les efforts développés officiellement, le projet Eurofima engendra une grande déconvenue, les compagnies ferroviaires acceptant mal de ne pas définir elles-mêmes leur propre matériel. C'est ainsi que la SNCF développa parallèlement son propre prototype de voiture Corail. Les autres réseaux commandèrent des voitures de type UIC-Z.
À partir des années 2000, la SNCF utilisa ces voitures, très appréciées pour leur confort[réf. nécessaire], dans les trains de pèlerinage vers Lourdes ou les trains spéciaux. Certaines furent utilisées comme voitures-freins, pour amener à la casse du matériel qui ne freine plus. Avant la livraison des 100 A9 VSE à la SNCF pour le transport des voyageurs, la SNCF reçut à titre d'essai deux prototypes VSE mixtes 1re/2e classe. Ces deux véhicules ont été transformés en voitures de mesures, nommées Hélène et Lucie, par l'installation d'un générateur autonome de 220 volts, en lieu et place de l'une des deux toilettes, afin d'alimenter l'appareillage de mesure (enregistreurs vidéo, ordinateurs PC, oscilloscopes). LUCIE est utilisée, conjointement avec le wagon VULCAIN, pour des vérifications des installations fixes de traction électrique. C'est une sorte de multimètre d'électricien (voltmètre, ampèremètre, testeur de courant de retour, wattmètre), roulant. La SNCF a récemment vendu ses voitures aux Chemins de fer marocains.
Seules 510 voitures ayant été distribuées à six sociétés de chemins de fer, la maintenance s'est avérée particulièrement coûteuse. Quasiment tous les opérateurs ont transformé leur parc Eurofima en voitures de type UIC-Z1 en remplaçant l'installation électrique spécifique à ces voitures, l'instrumentation, ainsi que l'aménagement intérieur. Un pictogramme lumineux indique la direction où se trouve la voiture-restaurant (en cas d'incorporation sur un train de type EuroCity, ou en train spécial qui comporterait ce genre de service).

## Fiche technique

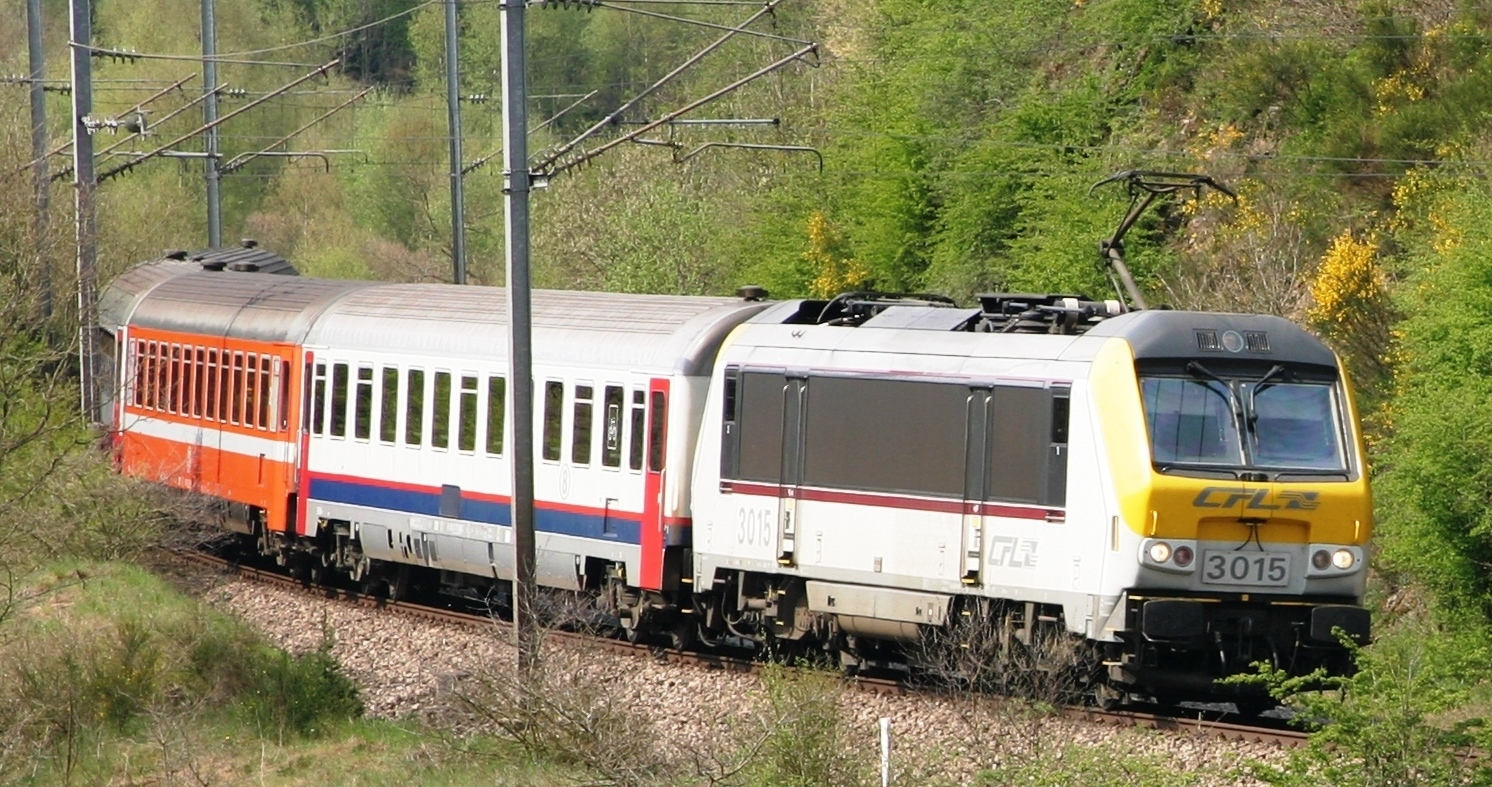
Un convoi de voitures I6 de la SNCB.

| Année de conception         | 1973                                                        |
| Années de construction      | 1973 – 1976                                                 |
| Années de service           | 1975 – en service                                           |
| Quantité                    | 510 exemplaires au total (10 prototypes et 500 de la série) |
| Capacité                    | 54 places en 1re classe - 66 en 2e                          |
| Dimensions                  | 26 400 × 2 825 × 4 050 mm                                   |
| Empattement                 | 19 000 mm                                                   |
| Empattement bogie           | 2 560 mm                                                    |
| Type bogies                 | FIAT Y 270                                                  |
| Vitesse maximale homologuée | 200 km/h                                                    |
| Masse à vide                | 42 tonnes                                                   |

## Prototypes

### Précurseurs
Dès la fin des années 1960 est apparue la volonté d'améliorer le confort des voitures pour les liaisons internationales. S'inspirant des voitures TEE Av4üm puis Avmz111 de la DB et des voitures Am-19 des CFF, deux tentatives ont ouvert la voie au contrat des voitures Eurofima :
- en 1971, la voiture Simmering-Graz-Pauker SGP G 69885/1971[1],[2] des ÖBB, construite par Simmering-Graz-Pauker (SGP)[b], climatisée, comprenant neuf compartiments ; sa caisse évoque déjà la voiture standard européenne, malgré les portes Mielich et les raidisseurs de toit allant de bout en bout ; référence et livrées :
  - 1971 : Am(o)z 51 81 19-70 000-4 ; livrée d'origine gris avec bande bée bleue remplacée en 197? par la livrée C1
  - 1987 : Amz 61 81 19-90 900-9 ; livrée ÖBB Komfort 1[3].
- en 1972, les voitures ABwümz227 et Bwümz237[4] de la DB, construites par Linke-Hofmann-Busch (LHB), climatisées, l'une mixte à quatre compartiments de 1re classe et six de seconde, l'autre de 2de classe à 11 compartiments ; contrairement aux cinq prototypes Eurofima de 1974, elles sont réalisées en acier inoxydable et n'avaient à l'origine que les bandes bées et les portières de peintes, la mixte en orange sanguin et la seconde en bleu cobalt ; leurs portes louvoyantes coulissantes seront adaptées aux VSE de série.
  - 1972 : ABwümz227 et Bwümz237 respectivement 51 80 30-70 001-8 et 51 80 21-70 001-9 bande bée respectivement orange et bleue,
  - 19?? : ABvmz227 et Bvmz237 respectivement 61 80 30-70 001-6 et 61 80 21-70 001-7 de même livrée mais avec portières peintes monocolores,
  - 19?? : ABvmz227.4 et Bvmz237.4 respectivement 61 80 30-73 001-3 et 61 80 21-73 001-4 de livrée bleu océan (bas de caisse) et ivoire.

### Prototypes Eurofima
En 1974, dix prototypes ont été réalisés dans le cadre du contrat Eurofima. Il s'agit de voitures mixtes de diagramme A4B6 à portes louvoyantes coulissantes ; leurs différences ont servi à affiner les spécifications de la future VSE (notamment pour les bogies).
| Numéro d'ordre | Compagnie | Dénomination | Type bogie             | Couleur caisse                            |
| -------------- | --------- | ------------ | ---------------------- | ----------------------------------------- |
| 1              | DB        | ABwümz227    | Y 32                   | bleu océan et crème (livrée D)            |
| 2              | DB        | ABwümz227    | Fiat Ferroviaria Y 270 | bleu océan et crème                       |
| 3              | DB        | ABwümz227    | Minden-Deutz           | bleu océan et crème                       |
| 4              | DB        | ABwümz227    | Minden-Deutz           | bleu olympia et bande blanche (Livrée C2) |
| 5              | DB        | ABwümz227    | Minden-Deutz           | bleu olympia et bande blanche             |
| 6              | SNCF      | A4B6u        | Y 32                   | gris et blanc Corail (Livrée A)           |
| 7              | SNCF      | A4B6u        | Y 32                   | gris et blanc Corail                      |
| 8              | FS        | ABz          | Fiat Ferroviaria Y 270 | orange et bande blanche (Livrée C1)       |
| 9              | FS        | ABz          | Fiat Ferroviaria Y 270 | orange et bande blanche                   |
| 10             | FS        | ABz          | Fiat Ferroviaria Y 270 | orange et bande blanche                   |

## Parc par opérateur
| Compagnie | Nombre voitures | Par classe | Classe | Type immatriculation | Couleur caisse          | Vitesse homologuée        | Commentaires                                        |
| --------- | --------------- | ---------- | ------ | -------------------- | ----------------------- | ------------------------- | --------------------------------------------------- |
| DB        | 100             | 100        | 1re    | Avmz207              | rouge et crème TEE      | (160) 200 km/h            | trains InterCity internes allemands                 |
| ÖBB       | 100             | 25         | 1re    | Amoz                 | orange et bande blanche | 160 km/h 200 après rodage | transformées en Ampz                                |
| ÖBB       | 100             | 75         | 2e     | Bmoz                 | orange et bande blanche | 160 km/h 200 après rodage |                                                     |
| FS        | 100             | 30         | 1re    | Az                   | orange et bande blanche | 200 km/h                  |                                                     |
| FS        | 100             | 70         | 2e     | Bz                   | orange et bande blanche | 200 km/h                  |                                                     |
| SNCB      | 80              | 20         | 1re    | A I6                 | orange et bande blanche | 160 km/h                  |                                                     |
| SNCB      | 80              | 60         | 2e     | B I6                 | orange et bande blanche | 160 km/h                  | 15 unités transformées en voitures-couchettes       |
| CFF       | 20              | 20         | 1re    | Am                   | orange et bande blanche | 200 km/h                  |                                                     |
| SNCF      | 100             | 100        | 1re    | A9u                  | gris et blanc Corail    | 160 km/h                  | huit voitures orange pour le trafic avec le Benelux |

## Modélisme
Les voitures standard européennes ont été reproduites en miniature par la plupart des constructeurs : Fleischmann, LS Models, Märklin / Trix, Rivarossi, Roco…
Les prototypes ABwümz227 et Bwümz237 sont proposés par LS Models.